# Nicole de Boer
Nicole de Boer (Toronto, 20 dicembre 1970) è un'attrice canadese, nota per aver interpretato il ruolo della Trill Ezri Dax nella serie televisiva Star Trek: Deep Space Nine.

## Biografia
Nicole De Boer inizia a lavorare in televisione fin dai primi anni ottanta, prendendo parte a diverse serie televisive. Nel 1989 prende parte a tre episodi de The Kids in the Hall, sit-com della TV canadese in cui impersona Laura, ruolo che riprenderà successivamente nel 1996 nel film Brain Candy, sequel della serie televisiva. La svolta della sua carriera televisiva arriva con la partecipazione alla serie di fantascienza Deepwater Black (nota anche come Mission Genesis) del 1997, in cui impersona Yuna, ma la produzione ha però breve vita, fermandosi dopo il tredicesimo episodio della prima stagione.
Il passaggio al cinema avviene nel 1992, prendendo parte al film horror Discesa all'inferno di Clay Borris, mentre nel 1997 la troviamo interpretare Leaven nel film di fantascienza Cube - Il cubo (Cube), diretto da Vincenzo Natali.
Tuttavia il ruolo grazie al quale diviene nota al grande pubblico è quello interpretato nella settima stagione (1998-1999) della serie televisiva Star Trek: Deep Space Nine, terza serie live action del franchise di fantascienza Star Trek. in Deep Space Nine Nicole De Boer interprete la Trill Ezri Dax, nono ospite del simbionte Dax, che sostituisce il precedente ospite, Jadzia Dax (Terry Farrell), divenuta moglie del Klingon Worf ma uccisa dal Cardassiano Gul Dukat, posseduto da un Pah-wraith.
Successivamente, dal 2002 al 2007, impersona Sarah Bannerman nella serie televisiva The Dead Zone. Tra il 2016 e il 2021 interpreta Becca D'Orsay, l'ex moglie di Shade e madre di Jules, nella serie Private Eyes.

## Filmografia

### Attrice

#### Cinema
- Discesa all'Inferno (Prom Night IV Deliver Us from Evil), regia di Clay Borris (1992)
- Jungleground, regia di Don Allan (1995)
- La scuola più pazza del mondo (Senior Trip), regia di Kelly Makin (1995)
- Kids in the Hall: Brain Candy, regia di Kelly Makin (1996)
- Cube - Il cubo (Cube), regia di Vincenzo Natali (1997)
- The Dead Zone, regia di Robert Lieberman - direct-to-video (2002)
- Public Domain, regia di Kris Lefcoe (2003)
- Phil the Alien, regia di Rob Stefaniuk (2004)
- La città del Natale (Christmas Town), regia di George Erschbamer – direct-to-video (2008)
- Suck, regia di Rob Stefaniuk (2009)
- Corrupt, regia di Curtis Crawford (2016)
- Stranger, regia di Barbara Mamabolo - cortometraggio (2017)
- Range Roads, regia di Kyle Thomas (2021)

#### Televisione
- Standing Room Only – serie TV (1981)
- 9B – serie TV, 5 episodi (1988)
- Street Legal – serie TV, episodi 4x09 (1989)
- Un posto dove vivere (The Kissing Place), regia di Tony Wharmby – film TV (1990)
- First Resort – serie TV (1990)
- C.B.C.'s Magic Hour – serie TV, 1 episodio (1990)
- The Kids in the Hall – serie TV, episodi 1x07-1x14-2x17 (1989-1991)
- Sweating Bullets – serie TV, episodio 2x12 (1991)
- Maniac Mansion – serie TV, episodio 2x22 (1992)
- Forever Knight – serie TV, episodi 1x01-1x02 (1992)
- Oltre la realtà (Beyond Reality) – serie TV, 13 episodi (1991-1993)
- Foto di famiglia (Family Pictures) – miniserie TV, episodi 1x01 (1993)
- The Hidden Room – serie TV, episodi 2x08 (1993)
- J.F.K.: Reckless Youth – miniserie TV, episodi 1x01-1x02 (1993)
- E.N.G. - Presa diretta (E.N.G.) – serie TV, episodi 4x08-5x10 (1992-1994)
- Come Cenerentola (The Counterfeit Contessa), regia di Ron Lagomarsino – film TV (1994)
- TekWar – serie TV, episodio 1x08 (1995)
- Catwalk – serie TV, 24 episodi (1993-1995)
- Oltre i limiti (The Outer Limits) – serie TV, episodi 1x13-4x18 (1995-1998)
- Poltergeist (Poltergeist: The Legacy) – serie TV, episodi 1x11 (1996)
- PSI Factor (PSI Factor: Chronicles of the Paranormal) – serie TV, episodi 1x02 (1996)
- Amore conteso (When Innocence Is Lost), regia di Bethany Rooney – film TV (1997)
- Deepwater Black – serie TV, 13 episodi (1997)
- Siete pronti? (Ready or Not) – serie TV, episodi 5x11 (1997)
- Disneyland (The Wonderful World of Disney) – serie TV, episodi 1x20 (1998)
- Star Trek: Deep Space Nine – serie TV, 25 episodi (1998-1999)
- Sospetti in famiglia 3 (Family of Cops III: Under Suspicion), regia di Sheldon Larry – film TV (1999)
- Dooley Gardens – serie TV, 7 episodi (1999)
- Rated X - La vera storia dei re del porno americano (Rated X), regia di Emilio Estevez – film TV (2000)
- The Fearing Mind – serie TV, episodi 1x03 (2000)
- The Dead Zone – serie TV, 72 episodi (2002-2007)
- Profezia di un delitto (5ive Days to Midnight) – miniserie TV, 5 episodi (2004)
- Ties That Bind, regia di Terry Ingram – film TV (2006)
- Stargate Atlantis (Stargate: Atlantis) – serie TV, episodio 5x07 (2008)
- Massima allerta: Tornado a New York (NYC: Tornado Terror), regia di Tibor Takács – film TV (2008)
- Iron Invader, regia di Paul Ziller – film TV (2011)
- Metal Tornado, regia di Gordon Yang – film TV (2011)
- Secrets from Her Past, regia di Gordon Yang – film TV (2011)
- My Mother's Secret, regia di Curtis Crawford – film TV (2012)
- Perception – serie TV, episodio 1x09 (2012)
- Cracked – serie TV, episodio 2x01 (2013)
- Reign – serie TV, episodio 2x03 (2014)
- Haven – serie TV, episodi 1x01-4x01-5x26 (2010-2015)
- Frammenti di bugie (Cradle of Lies), regia di David Winning – film TV (2016)
- Private Eyes – serie TV, 16 episodi (2016-2021)
- Canadian Film Fest Presented by Super Channel – serie TV, episodio 2x12 (2021)

### Produttrice
- Stranger, regia di Barbara Mamabolo - cortometraggio (2017)

## Doppiatrici italiane
Nelle versioni in italiano delle opere in cui ha recitato, Nicole de Boer è stata doppiata da:
- Renata Bertolas in Beyond reality - Oltre la realtà
- Roberta Pellini in Cube - Il cubo
- Paola Majano in Star Trek - Deep Space Nine
- Beatrice Margiotti in The Dead Zone
- Francesca Fiorentini in Perception
- Ilaria Latini in Private Eyes